# مقاطعة ميد (كانساس)
مقاطعة ميد (بالإنجليزية: Meade County)‏ هي إحدى المقاطعات في ولاية كانساس، الولايات المتحدة الأمريكية.